# Еврот
Еврот, Эврот (др.-греч. Εὐρώτας) — персонаж древнегреческой мифологии, олицетворение реки, на которой стояла Спарта. Сын Лелега и наяды Клеохарии, либо сын Милета, внук Лелега. 
Отвел в море воду с равнины, которая заболачивала её. Возник речной поток, названный Евротом. Отец Мекионики и Питаны. Статую Еврота создал Евтихид, ей посвящена эпиграмма Филиппа Фессалоникийского (АП IX 709).